# Safira Stuart

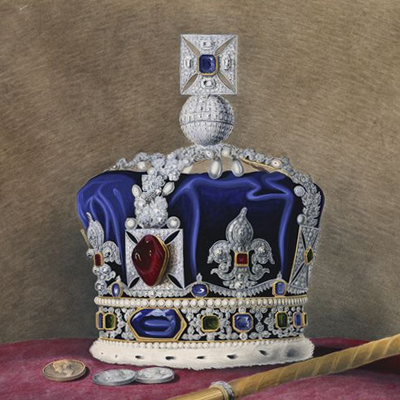
Safira Stuart na Coroa Imperial de Estado da rainha Vitória.

A Safira Stuart (inglês: Stuart Sapphire) é uma safira azul que faz parte das Joias da Coroa Britânica. Pesa 104 quilates (20,8 gramas) e acredita-se que tenha se originado na Ásia, possivelmente no atual Afeganistão, Sri Lanka, Myanmar ou Caxemira.

## História
A história inicial da gema é bastante obscura, embora provavelmente tenha pertencido a Carlos II, e estava definitivamente entre as joias que seu sucessor Jaime VII e II levaram consigo quando fugiu para a França após a Revolução Gloriosa em dezembro de 1688.
De lá, passou para seu filho, James Stuart (o 'Velho Pretendente'), que o legou a seu filho, Henry Benedict, conhecido mais tarde como Cardeal Iorque, que o usava em sua mitra.
Como o último descendente de Jaime VII e II, o cardeal colocou a safira, junto com muitas outras relíquias de Stuart, à venda. Foi comprado por Jorge III em 1807 e devolvido ao Reino Unido pela Itália.
Na Coroa Imperial de Estado da Rainha Vitória, a joia ocupou um lugar de destaque na frente do diadema, logo abaixo do Rubi do Príncipe Negro.
Em 1909, durante o reinado de Eduardo VII, foi movido para a parte de trás da coroa para dar lugar ao diamante Cullinan II de 317 quilates (63,4 g); ainda ocupa essa posição na parte de trás da Coroa Imperial de Estado feita em 1937 (uma cópia da Coroa Imperial de Estado feita para a Coroação de Vitória) e usada por Isabel II.

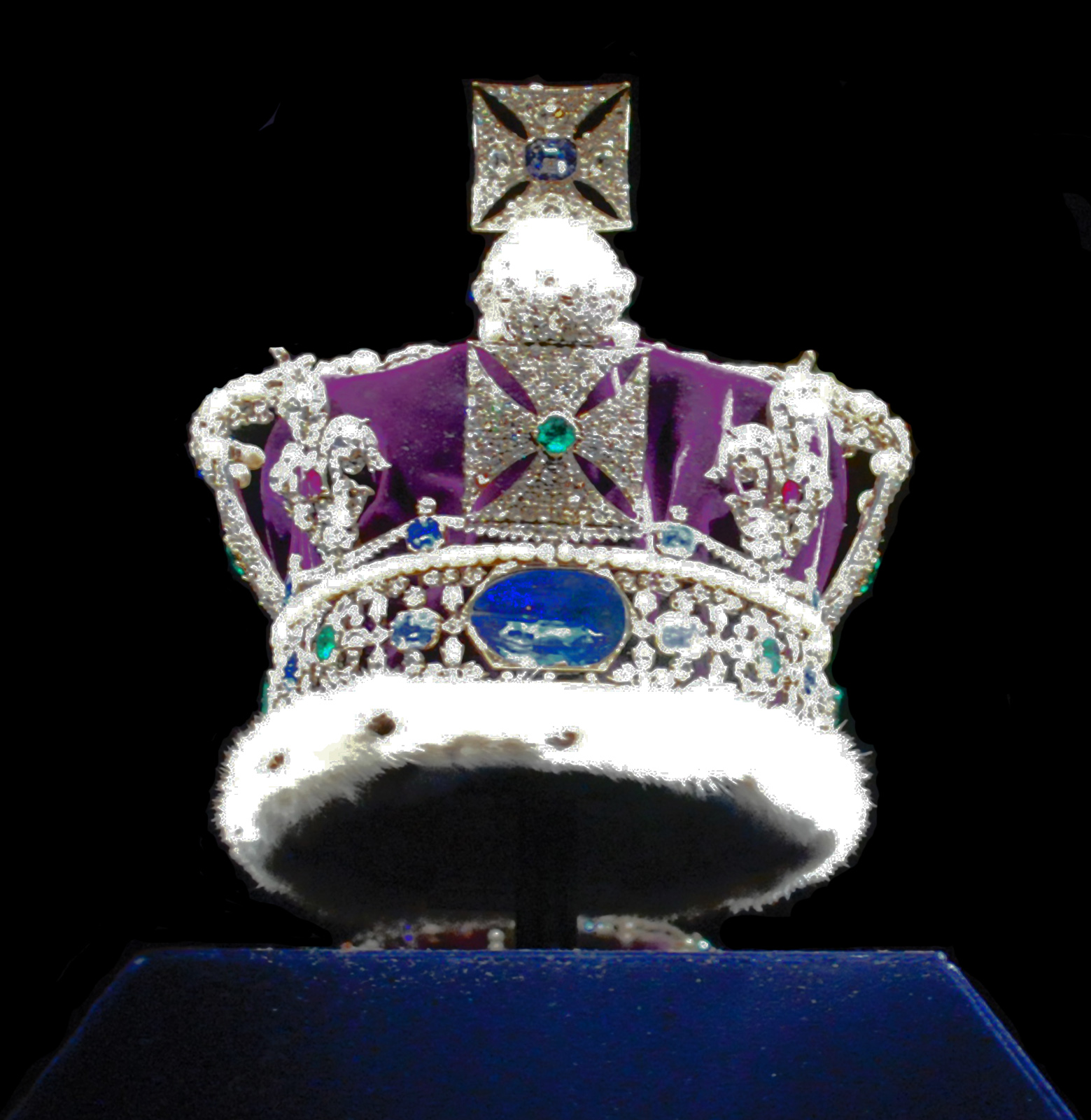
Parte traseira da Coroa Imperial de Estado. Com a anexação do Cullinan II, a Safira Stuart foi para trás.

A Stuart Sapphire está em exibição pública com as outras joias da coroa na Jewel House na Torre de Londres.

## Descrição
A safira pesa 104 quilates (20,8 g). É de forma oval, com cerca de 3,8 cm (1,5 pol.) De comprimento e 2,5 cm (1,0 pol.) De largura, e tem uma ou duas manchas, mas foi evidentemente considerado de alto valor pelos Stuart's. Em algum momento, um buraco foi feito em uma das extremidades, provavelmente para introduzir um acessório pelo qual a pedra poderia ser usada como pingente.
No verso há uma placa em miniatura gravada com uma breve história da Coroa Imperial de Estado.